# 시절인연
《시절인연》(北京遇上西雅图)은 2012년 공개된 중국의 로맨틱 코미디 영화이다. 쉐샤오루 감독이 연출했고 탕웨이, 우슈보가 출연한다.

## 줄거리
유부남인 애인의 아이를 임신해 미국 시애틀로 온 그녀의 이름 쟈쟈. 명품을 온 몸으로 휘감고 돈이면 다 되는 줄 아는 그녀는 타인에 대한 배려나 시선에도 아랑곳 없이 제 멋대로이다. 공항으로 그녀를 마중 나온 운전기사 프랭크의 도움으로 불법으로 운영되는 가정집 산후조리원에 머물게 된 그녀는 실은 나라로부터 출산 허가를 받지 못해 미국으로 원정 출산을 온 것이다. 임신한 그녀가 안중에도 없는 애인은 미국으로 방문한다는 약속도 지키지 않고 급기야 연락 조차 되지 않아 무일푼으로 출산할 날만 기다리며 고군분투하게 되는 데 불안과 외로움의 시간을 보내며 그녀 곁을 언제나 든든하게 지키는 사람은 운전 기사 프랭크 뿐...

## 배역
- 탕웨이 - 원자자
- 우슈보 - 하오즈 / 프랭크
- 하이칭 - 저우이
- 진옌링 - 황타
- 이기홍
- 마이훙메이 - 천웨
- 캐서린 램딘
- 마이클 데니슨
- 알렉스 다포